# Vrtni ognjič
Vrtni ognjič (znanstveno ime Calendula officinalis) je enoletna zdravilna rastlina, ki zraste do približno 60 cm visoko. Izvira iz Južne Evrope. Sam je zelo koristen, saj odganja vse talne škodljivce kot recimo koloradskega hrošča. 
Rastlino se lahko uporablja kot tinktura za obkladke, otekline in tvore ter kot čaj za zdravljenje oz. lajšanje trebušno-črevesnih bolezni.
Ljudska imena za to rastlino so: babji prstanec, mesječek, neven, ognjec, primožek, rigelc, solnčnica, vrtni ognjič,...
Precej podobna rastlina je primožek (Buphthalmum salicifolium), ki ima rumen cvet in suličaste cvetne lističe.